# Botanophila humeralis
Botanophila humeralis este o specie de muște din genul Botanophila, familia Anthomyiidae. A fost descrisă pentru prima dată de Zetterstedt în anul 1838.
Este endemică în Sweden. Conform Catalogue of Life specia Botanophila humeralis nu are subspecii cunoscute.